# Čair (kommun)
Čair (makedonska: Чаир, albanska: Komuna e Çairit) är en kommun i Nordmakedonien. Den ligger i den centrala delen av landet, och är en av tio kommuner i huvudstaden Skopje. Antalet invånare är 64 773. Čair är huvudort.